# Curse/Diskografie
Diese Diskografie ist eine Übersicht über die musikalischen Werke des deutschen Rappers Curse. Seine erfolgreichsten Veröffentlichungen sind die Top-5-Alben Die Farbe von Wasser und Uns sowie die Top-10-Erfolge mit der Single Bis zum Schluss (zusammen mit Silbermond) und dem Album Von Innen nach Außen.

## Alben

### Studioalben
| Jahr | Titel                 | Höchstplatzierung, Gesamtwochen, AuszeichnungChartplatzierungen (Jahr, Titel, Platzierungen, Wochen, Auszeichnungen, Anmerkungen) | Höchstplatzierung, Gesamtwochen, AuszeichnungChartplatzierungen (Jahr, Titel, Platzierungen, Wochen, Auszeichnungen, Anmerkungen) | Höchstplatzierung, Gesamtwochen, AuszeichnungChartplatzierungen (Jahr, Titel, Platzierungen, Wochen, Auszeichnungen, Anmerkungen) | Anmerkungen                                                           |
| Jahr | Titel                 | DE | AT | CH | Anmerkungen                                                           |
| ---- | --------------------- | --- | --- | --- | --------------------------------------------------------------------- |
| 2000 | Feuerwasser           | DE31 (7 Wo.)DE | — | — | Erstveröffentlichung: 27. März 2000                                   |
| 2001 | Von Innen nach Außen  | DE9 (7 Wo.)DE | — | CH98 (1 Wo.)CH | Erstveröffentlichung: 1. Oktober 2001                                 |
| 2003 | Innere Sicherheit     | DE12 (12 Wo.)DE | — | CH60 (2 Wo.)CH | Erstveröffentlichung: 31. März 2003                                   |
| 2005 | Prestige              | — | — | CH20 (5 Wo.)CH | Erstveröffentlichung: 28. Januar 2005 zusammen mit Greis, Claud & Taz |
| 2005 | Sinnflut              | DE28 (1 Wo.)DE | — | CH47 (2 Wo.)CH | Erstveröffentlichung: 2. Dezember 2005                                |
| 2008 | Freiheit              | DE12 (11 Wo.)DE | AT57 (1 Wo.)AT | CH29 (3 Wo.)CH | Erstveröffentlichung: 26. September 2008                              |
| 2014 | Uns                   | DE5 (2 Wo.)DE | AT23 (1 Wo.)AT | CH10 (1 Wo.)CH | Erstveröffentlichung: 31. Oktober 2014                                |
| 2018 | Die Farbe von Wasser  | DE2 (4 Wo.)DE | AT15 (1 Wo.)AT | CH5 (3 Wo.)CH | Erstveröffentlichung: 23. Februar 2018                                |
| 2024 | Unzerstörbarer Sommer | DE3 (2 Wo.)DE | — | CH21 (1 Wo.)CH | Erstveröffentlichung: 6. September 2024                               |

### Kompilationen
- 2003: Vom Feinsten (VÖ nur in Japan)

### Mixtapes
| Jahr | Titel                                                 | Höchstplatzierung, Gesamtwochen, AuszeichnungChartplatzierungen (Jahr, Titel, Platzierungen, Wochen, Auszeichnungen, Anmerkungen) | Höchstplatzierung, Gesamtwochen, AuszeichnungChartplatzierungen (Jahr, Titel, Platzierungen, Wochen, Auszeichnungen, Anmerkungen) | Höchstplatzierung, Gesamtwochen, AuszeichnungChartplatzierungen (Jahr, Titel, Platzierungen, Wochen, Auszeichnungen, Anmerkungen) | Anmerkungen                          |
| Jahr | Titel                                                 | DE | AT | CH | Anmerkungen                          |
| ---- | ----------------------------------------------------- | --- | --- | --- | ------------------------------------ |
| 2006 | Einblick zurück! (Mixtape Classics Cuts: 1996 - 2006) | DE56 (7 Wo.)DE | — | CH74 (1 Wo.)CH | Erstveröffentlichung: 4. August 2006 |

### EPs
- 1997: MZEE Acappellas Vol. 2 (mit Cora E.)
- 1999: 99 Essenz
- 2001: Warum nicht?
- 2003: Feuer über Deutschland (kostenlose EP)
- 2007: Sinnflut Japanese Edition EP
- 2010: 20Feuerwasser10 – Juice Exclusive EP
- 2024: Sonne
- 2024: Aera EP

## Singles

### Als Leadmusiker
| Jahr | Titel Album                                          | Höchstplatzierung, Gesamtwochen, AuszeichnungChartplatzierungen (Jahr, Titel, Album, Platzierungen, Wochen, Auszeichnungen, Anmerkungen) | Höchstplatzierung, Gesamtwochen, AuszeichnungChartplatzierungen (Jahr, Titel, Album, Platzierungen, Wochen, Auszeichnungen, Anmerkungen) | Höchstplatzierung, Gesamtwochen, AuszeichnungChartplatzierungen (Jahr, Titel, Album, Platzierungen, Wochen, Auszeichnungen, Anmerkungen) | Anmerkungen                                                 |
| Jahr | Titel Album                                          | DE | AT | CH | Anmerkungen                                                 |
| ---- | ---------------------------------------------------- | --- | --- | --- | ----------------------------------------------------------- |
| 2001 | Lass uns doch Freunde sein Von Innen nach Außen      | DE58 (5 Wo.)DE | — | — | Erstveröffentlichung: 3. September 2001                     |
| 2003 | Hand hoch Innere Sicherheit                          | DE82 (2 Wo.)DE | — | — | Erstveröffentlichung: 10. März 2003                         |
| 2003 | Widerstand Innere Sicherheit                         | DE45 (7 Wo.)DE | — | — | Erstveröffentlichung: 19. Mai 2003 feat. Gentleman          |
| 2003 | Und was ist jetzt? Innere Sicherheit                 | DE24 (11 Wo.)DE | — | — | Erstveröffentlichung: 20. Oktober 2003                      |
| 2005 | Gangsta Rap Sinnflut                                 | DE22 (13 Wo.)DE | AT65 (3 Wo.)AT | — | Erstveröffentlichung: 4. November 2005                      |
| 2006 | Struggle Sinnflut                                    | DE84 (4 Wo.)DE | — | — | Erstveröffentlichung: 24. März 2006 feat. Samir             |
| 2008 | Freiheit                                             | DE38 (4 Wo.)DE | — | — | Erstveröffentlichung: 12. September 2008 feat. Westernhagen |
| 2008 | Bis zum Schluss Freiheit                             | DE7 (18 Wo.)DE | AT21 (16 Wo.)AT | CH49 (12 Wo.)CH | Erstveröffentlichung: 14. November 2008 feat. Silbermond    |
| 2009 | Wenn ich die Welt aus dir erschaffen könnte Freiheit | DE82 (1 Wo.)DE | — | — | Erstveröffentlichung: 17. April 2009                        |

Weitere Singles
- 1998: Harte Zeiten/Wall Street (mit Busy, Stieber Twins, Raid, S.T.F. & Tatwaffe als La Familia)
- 1998: Sonnenwende/Erfolg
- 1999: Erfolg/Remix
- 1999: Doppeltes Risiko/Kreislauf (feat. Stieber Twins)
- 2000: Wahre Liebe/Seance
- 2000: Hassliebe/Zehn Rapgesetzte
- 2000: Swingerclub (Various Artists)
- 2001: Warum nicht?
- 2009: Tribute to Notorious B.I.G. (mit Olli Banjo, Tone & Suff Daddy)
- 2014: Tatooine
- 2014: Wir brauchen nur uns
- 2017: Was Du Bist
- 2018: Methadon (feat. Muso)
- 2018: Bei mir
- 2018: Stell Dir vor (Reprise)
- 2018: Manuskript (feat. Samy Deluxe und Kool Savas)
- 2024: Die Stimme
- 2024: 1994

### Als Gastmusiker
| Jahr | Titel Album                                                     | Höchstplatzierung, Gesamtwochen, AuszeichnungChartplatzierungen (Jahr, Titel, Album, Platzierungen, Wochen, Auszeichnungen, Anmerkungen) | Höchstplatzierung, Gesamtwochen, AuszeichnungChartplatzierungen (Jahr, Titel, Album, Platzierungen, Wochen, Auszeichnungen, Anmerkungen) | Höchstplatzierung, Gesamtwochen, AuszeichnungChartplatzierungen (Jahr, Titel, Album, Platzierungen, Wochen, Auszeichnungen, Anmerkungen) | Anmerkungen |
| Jahr | Titel Album                                                     | DE | AT | CH | Anmerkungen |
| ---- | --------------------------------------------------------------- | --- | --- | --- | --- |
| 2000 | Ich lebe für Hip Hop Return of Hip Hop                          | DE11 (11 Wo.)DE | AT31 (7 Wo.)AT | CH17 (11 Wo.)CH | Erstveröffentlichung: 26. Juni 2000 DJ Tomekk feat. GZA, Curse, Prodigal Sunn & Stieber Twins |
| 2002 | Wenn ich schon Kinder hätte Zwischenspiel – Alles für den Herrn | DE47 (5 Wo.)DE | AT49 (4 Wo.)AT | — | Erstveröffentlichung: 23. September 2002 Xavier Naidoo feat. Curse |
| 2017 | Wunderfinder Zwischen den Sekunden                              | — | AT62 (1 Wo.)AT | — | Erstveröffentlichung: 3. Februar 2017 Alexa Feser feat. Curse |
| 2025 | Bissu dumm ¿ (Megalodon Remix) –                                | DE8 (4 Wo.)DE | AT15 (2 Wo.)AT | CH19 (2 Wo.)CH | Erstveröffentlichung: 16. April 2025 Bonez MC & Nate57 feat. AchtVier, AK 33, AK Ausserkontrolle, Azad, Big Toe, Caney030, Celo & Abdi, Crackaveli, Curse, Dardan, Die P, Eno, Finch, Frauenarzt, Hakan Abi, Haze, Jaill, Jan Delay, Jonesmann, Juju, Kaisa Natron, Kolja Goldstein, Kontra K, Kwam.E, Laas Unltd., LX, Makko, Massiv, MP Freshly, Nizi19, Olexesh, OTW, Reeperbahn Kareem, Sa4, Saliou, Samra, Sido, Silva, Sil3A, Ski Aggu, Tom Hengst, Vega, Veysel, Zined |

Weitere Gastbeiträge
- 1998: Zeig es mir (Cora E. feat. Curse)
- 1998: …und der MC ist weiblich (Cora E. feat. Curse)
- 1999: Grüner Tee (Spiritual Warriors feat. Curse)
- 2000: Ein Tag am See/Was is?! (Tefla & Jaleel feat. Curse)

## Videoalben und Musikvideos

### Videoalben
- 2003: Von Minden nach außen
- 2003: Innere Sicherheit: Work in Progress
- 2008: Freiheit (Limited Edition)

### Musikvideos
| Jahr | Titel                                       | Regie                                 |
| ---- | ------------------------------------------- | ------------------------------------- |
| 2000 | Wahre Liebe                                 | Wolf Gresenz                          |
| 2000 | Hassliebe                                   | Twodirectors                          |
| 2000 | Zehn Rapgesetzte                            | Christoph Mangler                     |
| 2001 | Ich lebe für Hip Hop                        | Ben & Joe Dempsey                     |
| 2001 | Warum nicht?                                | Christoph Mangler                     |
| 2001 | Lass uns doch Freunde sein                  | Twodirectors                          |
| 2002 | Wenn ich schon Kinder hätte                 | Nick Schofield                        |
| 2003 | Hand hoch                                   | Christoph Mangler, Mathias Vielsäcker |
| 2003 | Widerstand                                  | Pascal Heiduk                         |
| 2003 | Und was ist jetzt?                          | Bernd Katzmarczyk                     |
| 2005 | Gangsta Rap                                 | Ken Duken                             |
| 2006 | Struggle                                    | Ken Duken                             |
| 2008 | Freiheit                                    | Ken Duken                             |
| 2008 | Bis zum Schluß                              |                                       |
| 2009 | Wenn ich die Welt aus dir erschaffen könnte | Ken Duken                             |
| 2014 | Tatooine                                    | Ken Duken                             |
| 2014 | Wir brauchen nur uns                        | Martin Schreier                       |
| 2017 | Was Du bist                                 |                                       |
| 2018 | Bei mir                                     |                                       |
| 2018 | Stell Dir vor (Reprise)                     |                                       |
| 2018 | Manuskript                                  |                                       |
| 2025 | Bissu dumm ¿ (Megalodon Remix)              | Benny 030                             |

## Sonderveröffentlichungen

### Gastbeiträge
| - 1996: 1000 MCs (Stieber Twins feat. Aphroe, Curse, Fast Forward, Scope & Tatwaffe) - 1997: Rapresent (Toni-L feat. Curse & Aphroe) - 1998: Aktionäre (Fader Gladiator feat. Curse) - 1998: Zeig es mir (Cora E. feat. Curse) - 1998: …und der MC ist weiblich (Cora E. feat. Curse) - 1999: Chiefrockers Remix (Der Klan feat. Curse) - 2000: Remote Viewing (Roey Marquis II feat. Curse) - 2000: VastärkunG (Der Klan feat. Curse) - 2001: Careful (Click, Click) (Alles Real Mix) (Wu-Tang Clan feat. Curse) - 2001: Heute ist der Tag (Samir feat. Curse) - 2001: Representieren (Azad feat. Curse) - 2001: Spinne (Kool Savas feat. Curse) - 2001: Streetburner (Aphrodelics feat. Curse) - 2002: Feuchte Aussprache (Ill Will feat. Curse) - 2002: Ich darf nicht mehr (DJ Vadim feat. Curse) - 2002: Rien que la vérité (Double Pact feat. Curse) - 2002: Till the Last Day (Rockin da North feat. Curse) - 2002: Tschukka (Roey Marquis II feat. Curse) - 2002: Unfuckwitable (DJ Desue feat. Curse) - 2003: ABC (Olli Banjo feat. Curse) - 2003: Es gibt nichts (Italo Reno & Germany feat. Curse) - 2003: Gegen uns (Italo Reno & Germany feat. Curse) - 2003: Rapresentieren (DJ Kool Kasko feat. Curse) - 2003: Wer wir sind (Pyranja feat. Curse) - 2003: Ich Weiss (On My Mind) (RZA feat. Curse) - 2003: You Need to Stop!! *Bronze F.M. (Schoolz of Thought feat. Curse) | - 2004: Das Biz (Olli Banjo feat. Curse) - 2004: Fünftes Element (Italo Reno & Germany feat. Curse) - 2004: Nur du (Italo Reno & Germany feat. Curse) - 2004: Rap Freestyle (RZA feat. Curse) - 2004: S.T.C. (Shoot Them Canons) (4Lyn feat. Curse) - 2005: Braun (Italo Reno & Germany feat. Curse) - 2005: Jeder weiß (Nazz-N-Tide feat. Curse) - 2006: Fahne (Taz feat. Curse) - 2007: Chienne est belle (Greis feat. Curse) - 2007: Lärm der Welt (Greis feat. Curse) - 2008: Amoklauf (Olli Banjo feat. Curse) - 2008: Mein Glaube (Phrequincy feat. Curse) - 2009: Futurama (United Nations RMX) (Kool Savas feat. Curse) - 2009: Intuition (Animus feat. Curse) - 2009: Lizenz (Blaze feat. Curse) - 2009: Lizenz (Hassan Annouri feat. Curse) - 2009: No Guts, No Glory (Snowgoons feat. Curse) - 2010: Ich brauch keinen (Die Firma feat. Curse) - 2010: Immer das Schlechte (Stop Stop) (Kool Savas feat. Curse, Olli Banjo, Ercandize & Amar) - 2010: Weck mich nicht auf (Kool Savas feat. Curse & Moe Mitchell) - 2011: Licht und Schatten (J-Luv feat. Curse) - 2012: Für die Seele (Miki feat. Curse) - 2013: Kalt wie Eis (Toni-L feat. Curse) - 2016: Books (DJ Eule & DJ S.R. feat. Curse & Cr7z) |

### Freetracks
- 2001: Nichts wird mehr so sein wie es war
- 2005: S.I.N.N.F.L.U.T./Endlich wieder
- 2005: Wieder da
- 2006: Tag eins (Jimmy Ledrac Remix)
- 2007: Electric Unagi
- 2007: Immernoch eins
- 2009: Rising to the Sun (feat. Mariama Jalloh)

## Statistik

### Chartauswertung
|                     | DE    | AT    | CH    |
| ------------------- | ----- | ----- | ----- |
| Nummer-eins-Alben   | DE—DE | AT—AT | CH—CH |
| Top-10-Alben        | DE4DE | AT—AT | CH2CH |
| Alben in den Charts | DE9DE | AT3AT | CH9CH |

|                       | DE     | AT    | CH    |
| --------------------- | ------ | ----- | ----- |
| Nummer-eins-Singles   | DE—DE  | AT—AT | CH—CH |
| Top-10-Singles        | DE2DE  | AT—AT | CH—CH |
| Singles in den Charts | DE12DE | AT6AT | CH3CH |